# Catedrala Sfântul Ioan Botezătorul din Prešov
Catedrala Sfântul Ioan Botezătorul (în slovacă Katedrála svätého Jána Krstiteľa) este o catedrală a Bisericii Greco-Catolice din Slovacia situată la Prešov, în Slovacia. Este catedrala Arhiepiscopiei de Prešov. 

## Istoric
Lăcașul a fost construit inițial în stil gotic, în secolul al XV-lea, și a servit drept biserică a spitalului carmeliților. După reforma protestantă biserica a fost folosită ca lăcaș evanghelic.
În anul 1673 împăratul Leopold I al Sfântului Imperiu Roman a dispus retrocedarea sa către Biserica Catolică, împreună cu fosta mănăstire. Cele două edificii au fost folosite de ordinul minorit. Între anii 1753-1754 biserica a fost transformată în stil baroc.
În secolul al XIX-lea, după înființarea Episcopiei de Prešov, biserica a devenit catedrală greco-catolică și a fost prevăzută cu un iconostas.
În edificiu se află mormintele fericiților Pavel Peter Gojdič de Prešov și Vasil Hopko. Tot în catedrală se află  o copie fidelă a Giulgiului din Torino, precum și un fragment din Sfânta Cruce.